# Torneio de Wimbledon
O Torneio de tênis de Wimbledon ("Wimbledon Championships") é o mais antigo torneio de tênis do mundo, e é considerado como o de maior prestígio. Foi criado em 1877, quando o All England Lawn Tennis and Croquet Club organizou a primeira competição da história do tênis, com 22 participantes. Ao torneio de simples homens vieram se acrescentar as duplas em 1879 e o simples feminino em 1884.
May Sutton, dos Estados Unidos, foi a primeira vencedora não-britânica, quando ganhou o torneio feminino em 1905. Dois anos depois, Norman Brookes, da Austrália, ganhou o campeonato simples masculino.
Junto com o Australian Open, o Torneio de Roland Garros e o US Open, o Torneio de Wimbledon constitui  o conjunto de torneios do Grand Slam. O Torneio de tênis de Wimbledon é o terceiro dos quatro torneios do Grand Slam, e o único deles disputado em quadras de grama.
No torneio de 2009, foi inaugurado o teto retrátil da quadra central.

## História

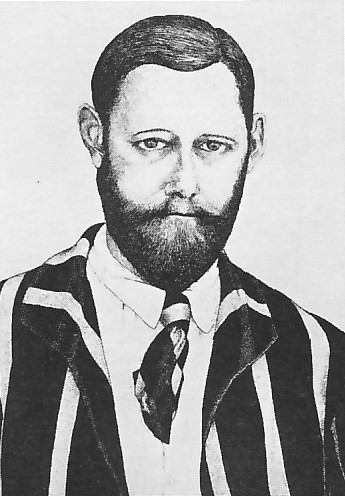
Spencer Gore, o campeão do torneio inaugural.

### Começo
O All England Lawn Tennis and Croquet Club é um clube privado fundado em 23 de julho de 1868, originalmente como "The All England Croquet Club". Ele primeiramente era perto da Estrada Worple, Wimbledon.
Em 1876, tênis, um jogo idealizado por Walter Clopton Wingfield um ano ou um pouco menos deu o nome originalmente Sphairistikè, foi adicionado. Na primavera de  1877, o clube foi renomeado para "The All England Croquet and Lawn Tennis Club" e assinalado a mudança do nome da instituição a primeira como Lawn Tennis Championship. Um novo código de regras, relocou mudanças administrativas agora pelo Marylebone Cricket Club, que foi uma divisão para os eventos de críquete. As regras hoje são muitos similares exceto pelos detalhes: altura da rede e postes, e a distancia da linha de serviço até a a rede.
O torneio inaugural aconteceu em 9 de julho de 1877. Na chave masculina de simples foi a única a ser realizado com a vitória de Spencer Gore, um velho estudante de Harrow, jogador de rackets. Com 200 espectadores que pagaram um xelim cada para assistir à final.
Os gramados no chão foram arranjados de modo que a corte principal estivesse no meio com os outros dispostos em volta, daí o título "Corte Central". O nome foi mantido quando o clube se mudou em 1922 para o local atual em Church Road, embora não mais uma descrição verdadeira de sua localização. No entanto, em 1980, quatro novas quadras foram colocadas no lado norte do terreno, o que significou que a quadra central foi mais uma vez corretamente descrita como tal.
Em 1882, a atividade no clube era quase exclusivamente confinada ao tênis e naquele ano a palavra "croquet" foi retirada do título. No entanto, por razões sentimentais, foi restaurada em 1899.
Em 1884, o clube acrescentou competições de Simples Femininos e Duplas de Cavalheiros. Duplas Femininas e Duplas Mistas foram adicionadas em 1913. Até 1922, o atual campeão teve que jogar apenas na final, contra quem havia vencido para desafiá-lo. Tal como acontecia com os outros três eventos Major ou Grand Slam, Wimbledon foi contestado por jogadores amadores de topo, jogadores profissionais foram proibidos de participar. Isso mudou com o advento da era aberta em 1968. Nenhum britânico venceu o evento de simples em Wimbledon entre Fred Perry em 1936 e Andy Murray em 2013, enquanto nenhuma mulher britânica ganhou desde Virginia Wade em 1977, embora Annabel Croft e Laura Robson tenham vencido o Campeonato Feminino em 1984 e 2008 respectivamente. O campeonato foi televisionado pela primeira vez em 1937.
Embora apropriadamente chamado de "The Championships, Wimbledon", dependendo das fontes, o evento também é conhecido como "All England Lawn Tennis Championships", "The Wimbledon Championships" ou simplesmente "Wimbledon". De 1912 a 1924, o torneio foi reconhecido pela International Lawn Tennis Federation como o "World Grass Court Championships".

### 2020
Em 2020, devido à pandemia de COVID-19, o torneio foi cancelado, sendo a primeira vez que isso acontece desde a Segunda Guerra Mundial.

## Finais
Finalistas do Torneio de Wimbledon, com seus campeões, vice-campeões e resultados, por evento.

### Profissional
Simples
- Masculinas
- Femininas

Duplas
- Masculinas
- Femininas
- Mistas

### Juvenil
Simples
- Masculinas
- Femininas

Duplas
- Masculinas
- Femininas

### Cadeira de rodas
- Masculinas e femininas (simples e duplas)

## Galeria

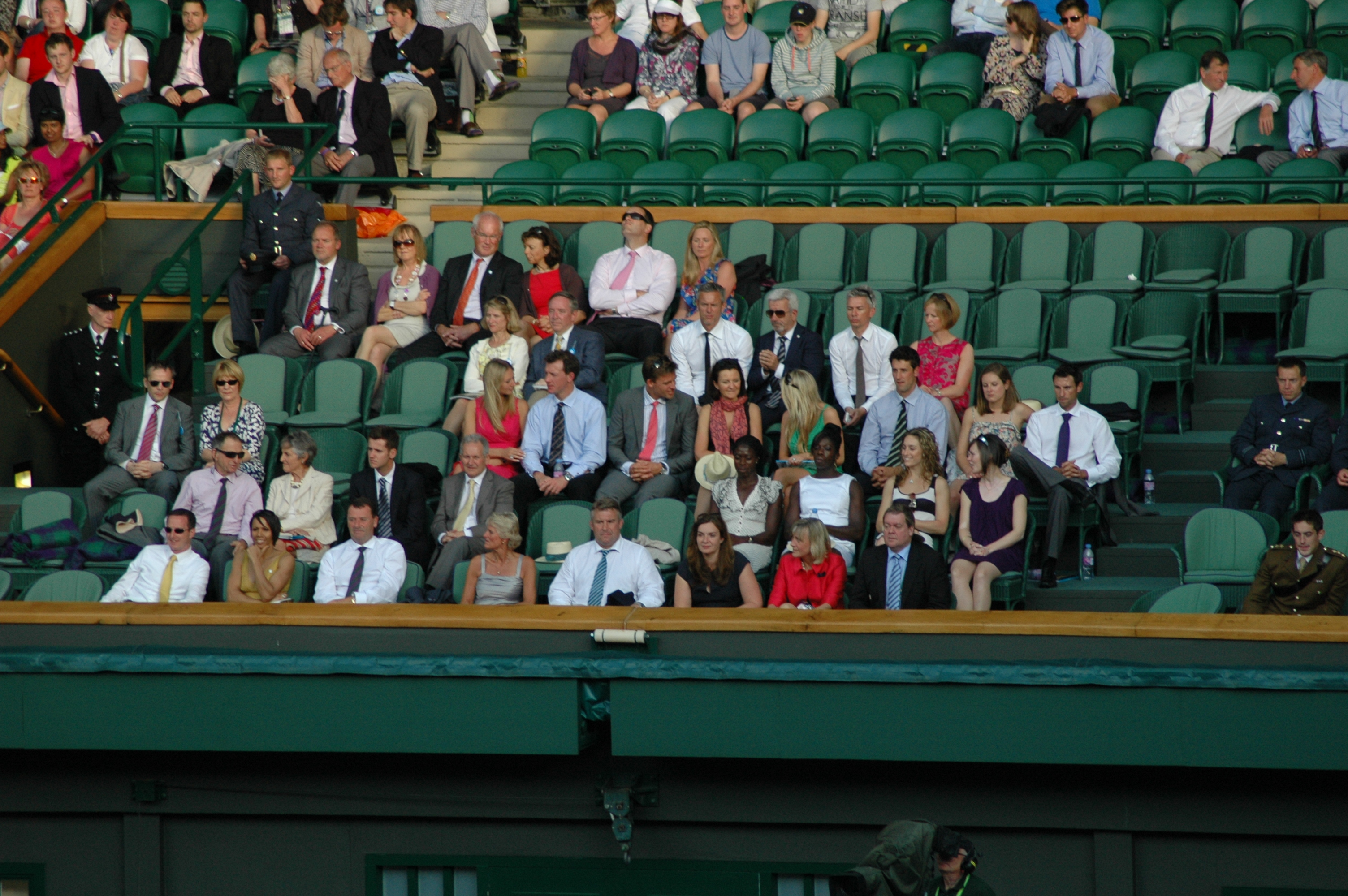
A Royal Gallery, destinada a membros da realeza, na Quadra Central
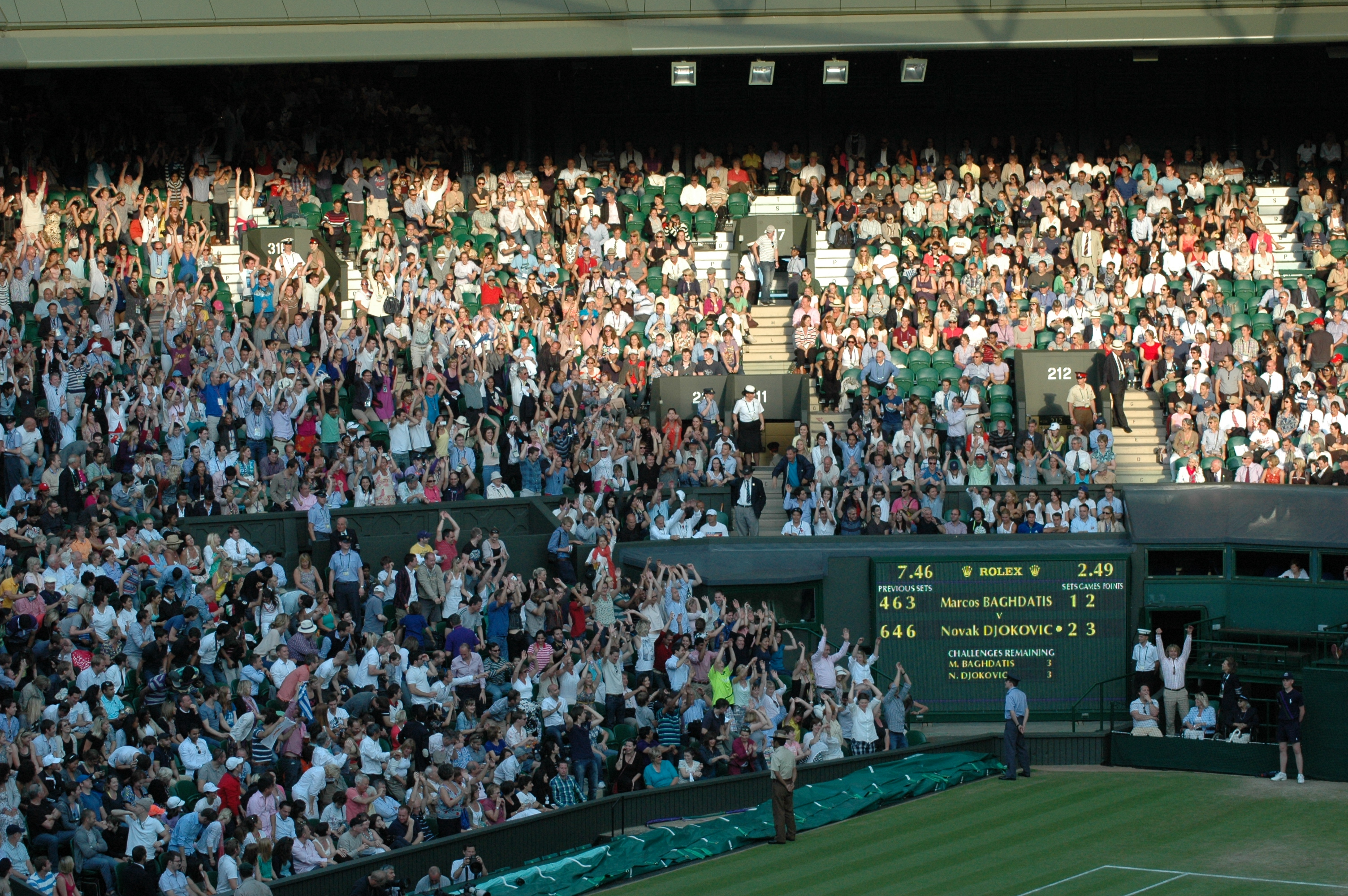
O público na Quadra Central
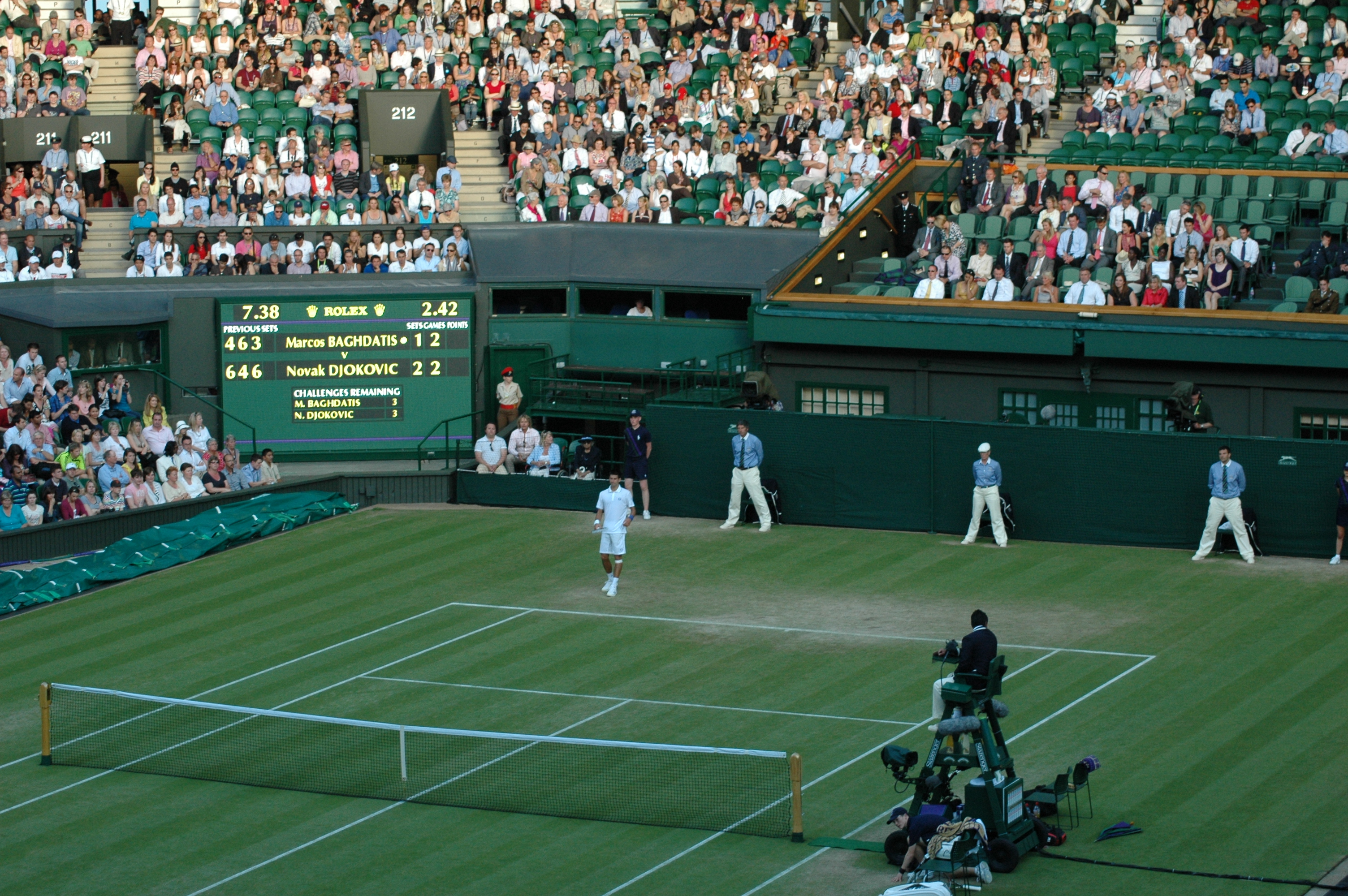
A Quadra Central
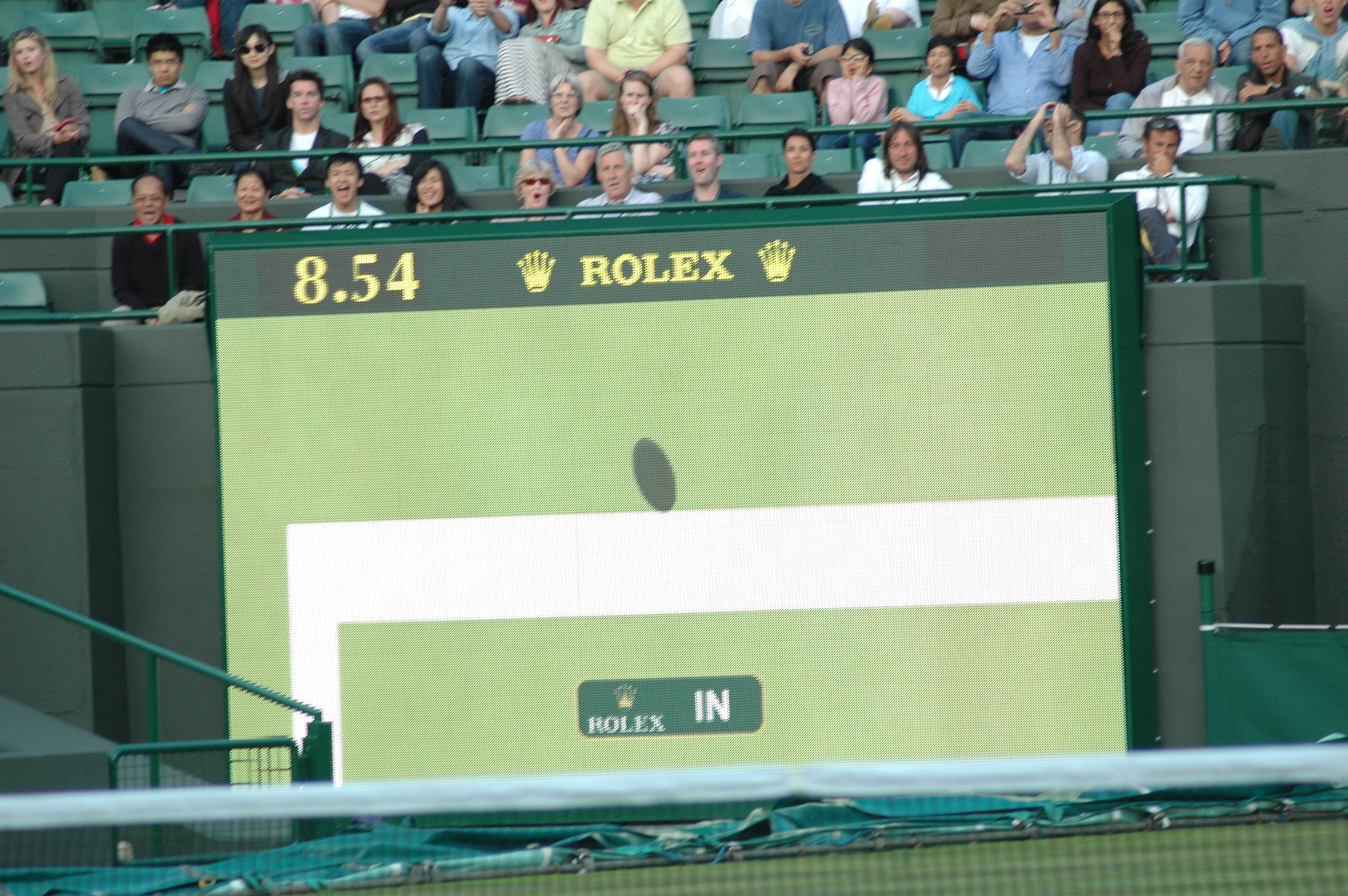
Hawk-eye: suporte da tecnologia
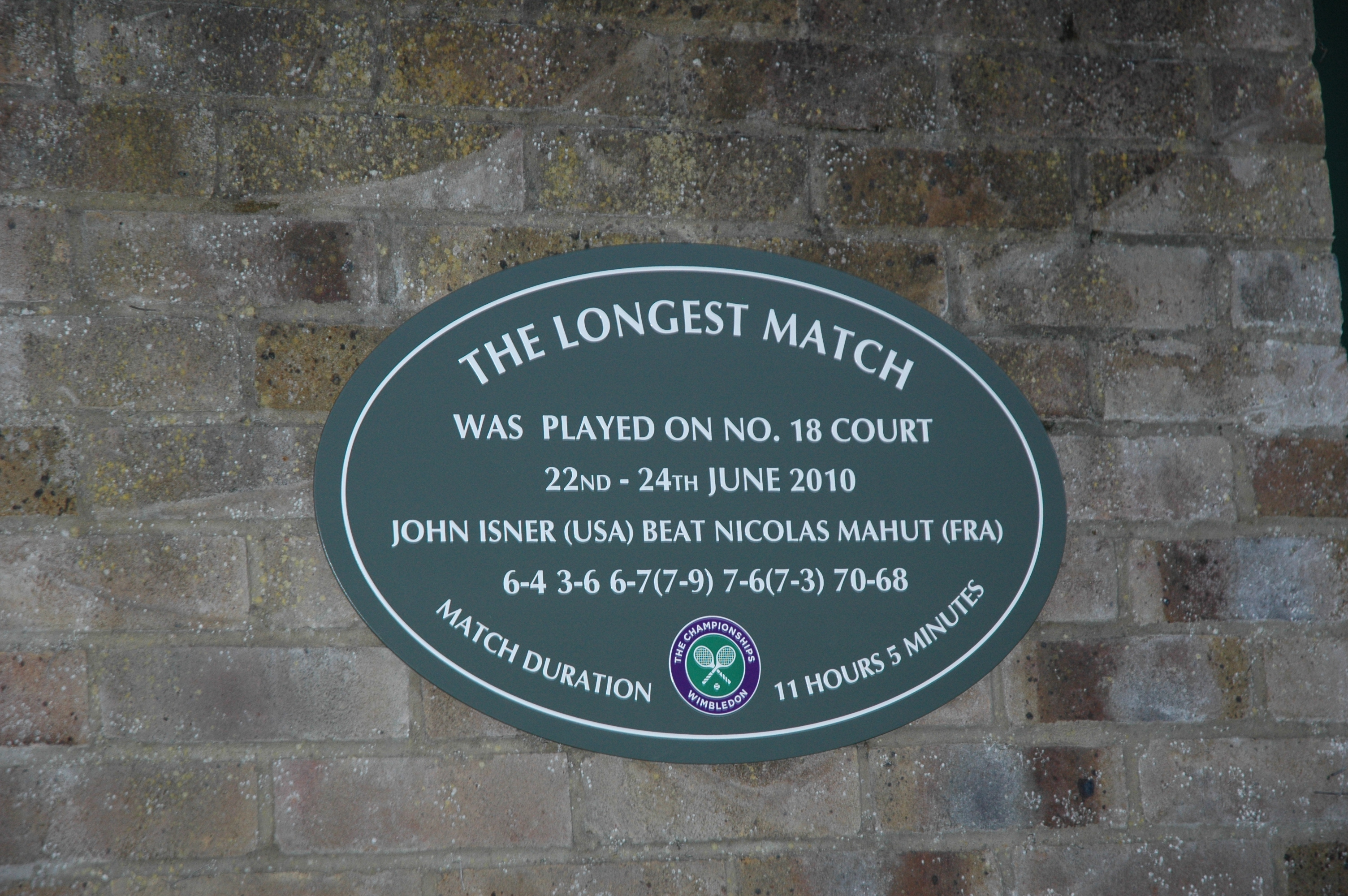
11 horas e 5 minutos: a partida mais longa disputada na história de Wimbledon
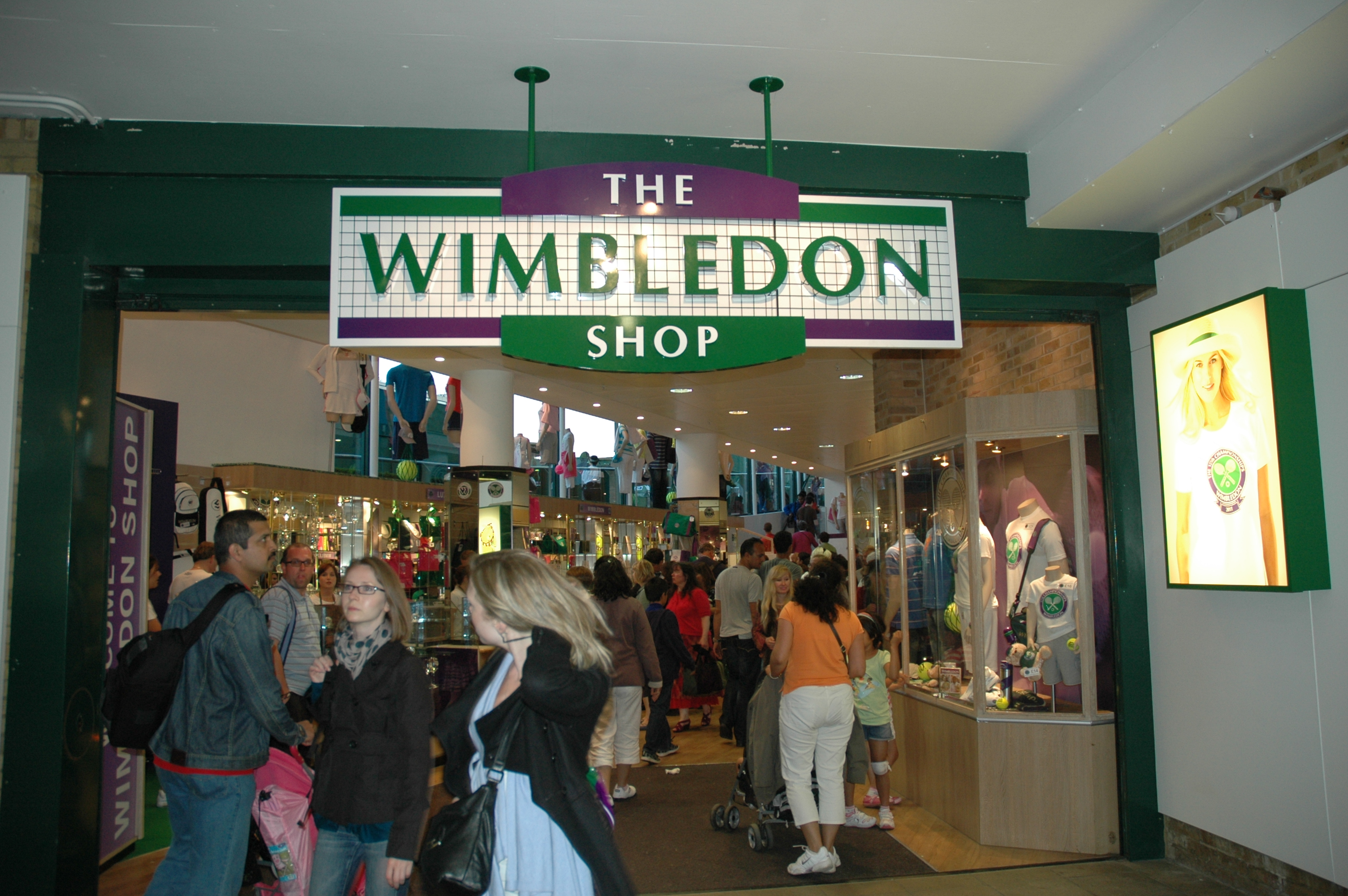
A loja do torneio
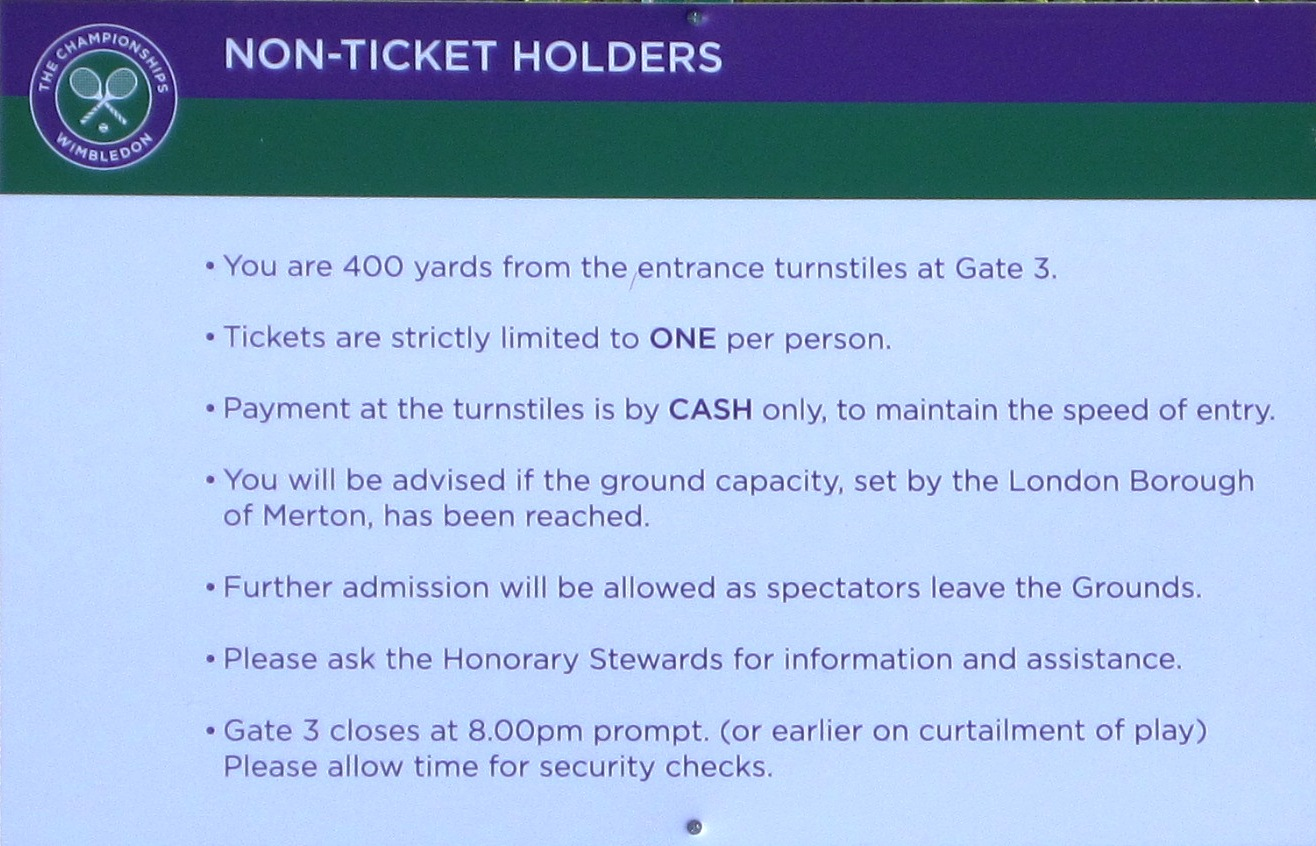
Instruções para os não portadores de ingresso
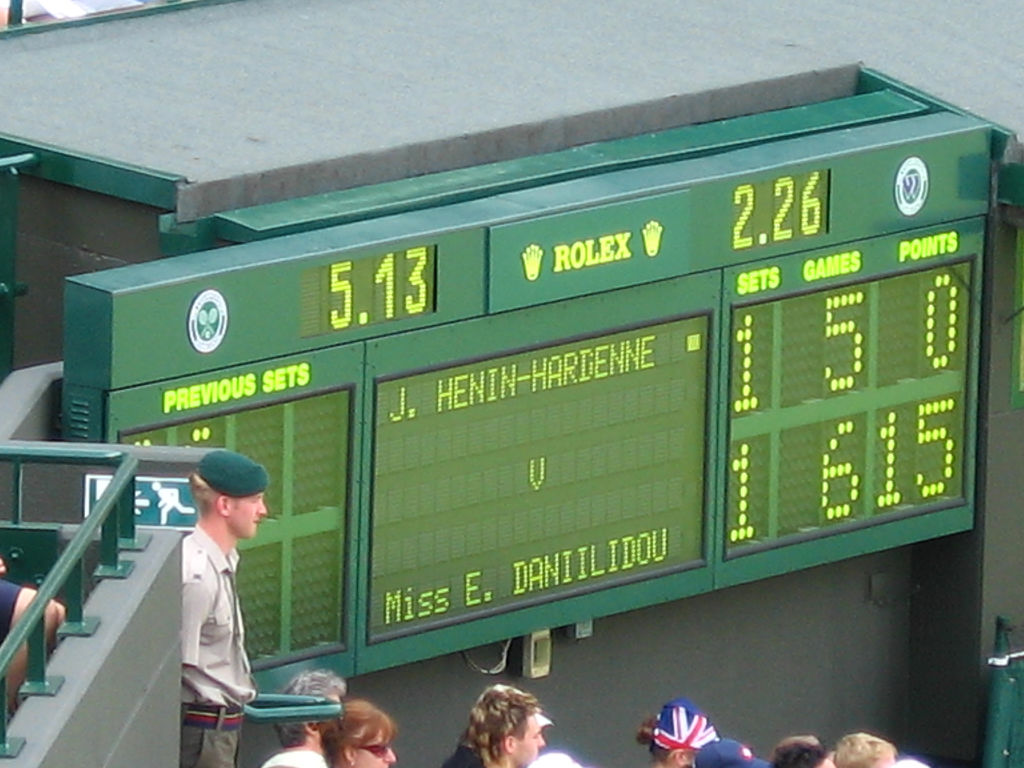
Placar eletrônico
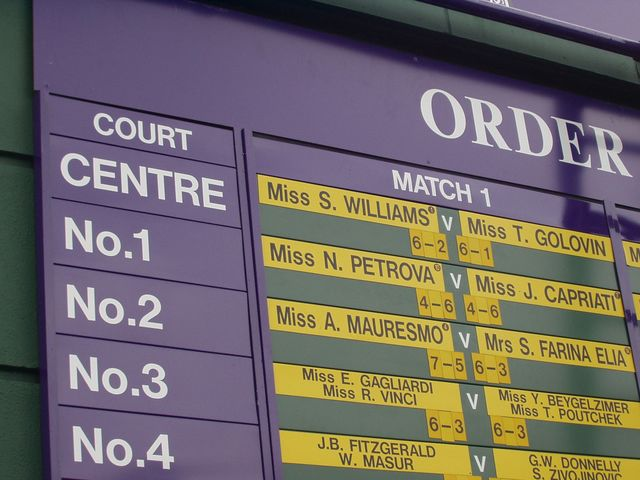
Tabela com a ordem dos jogos diária
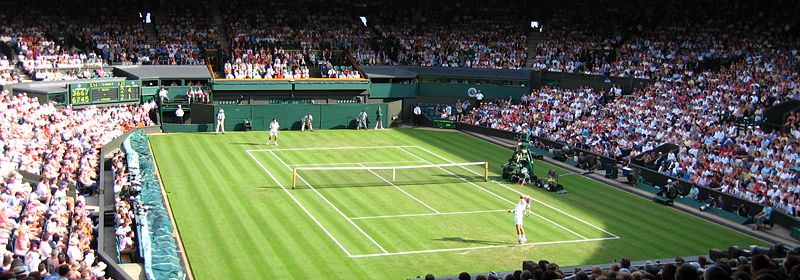
Quadra Central
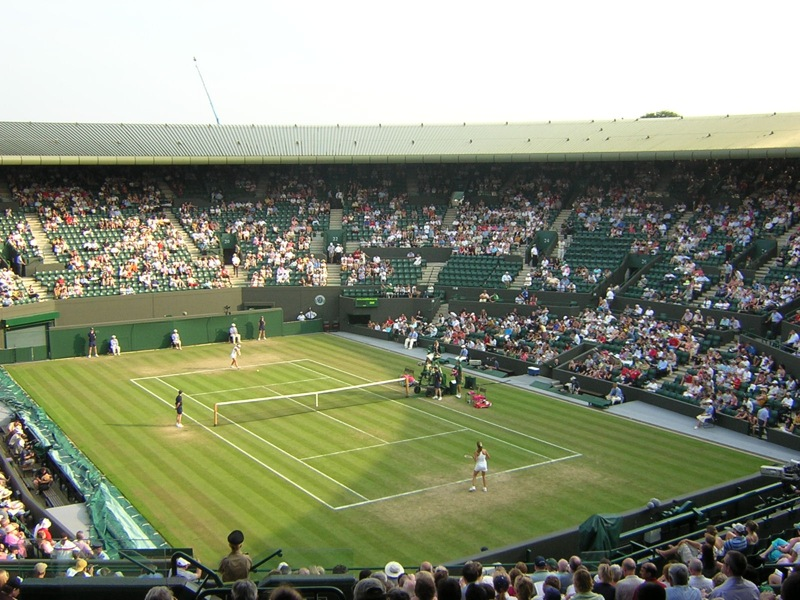
Quadra 1
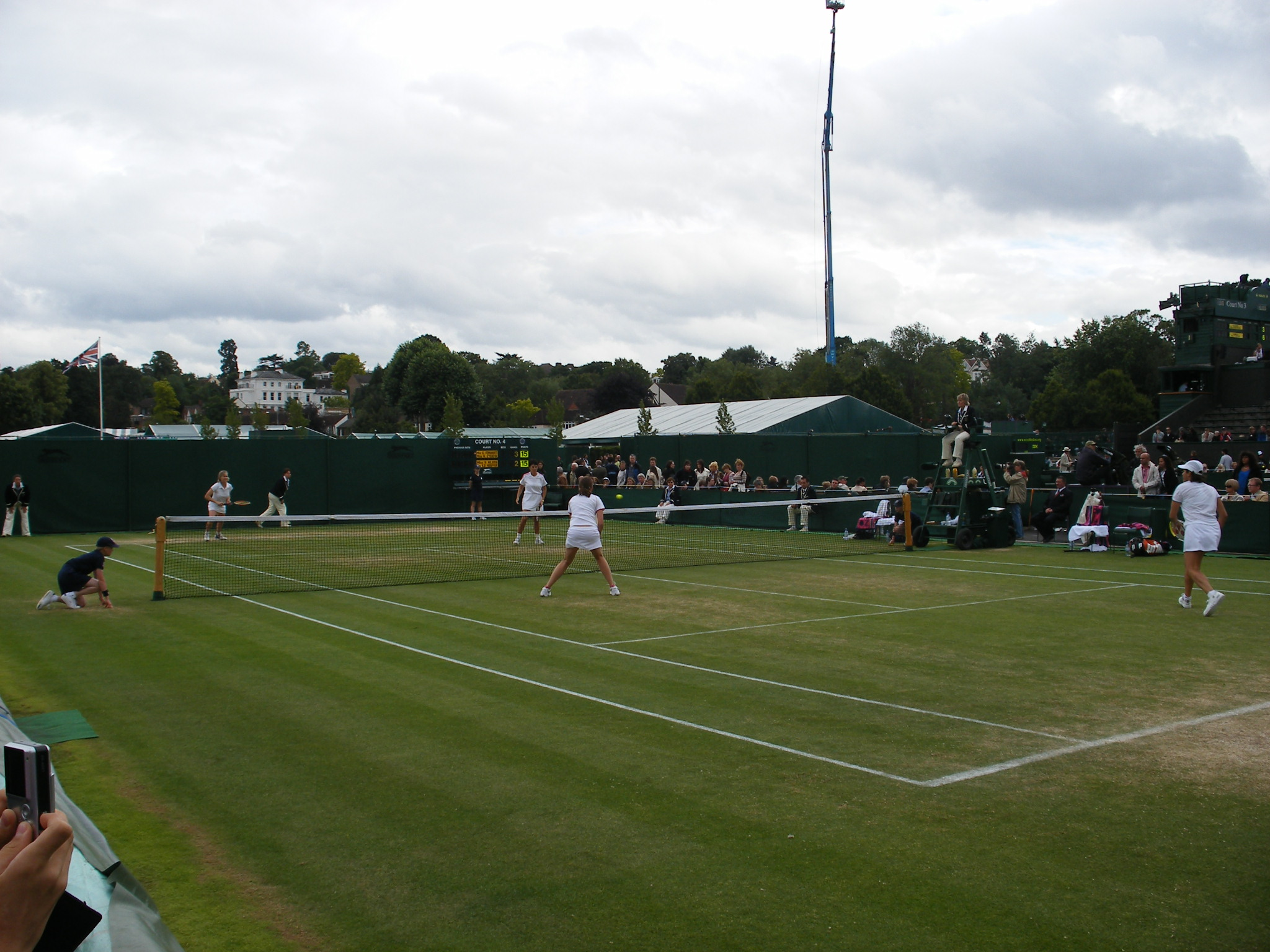
Quadra 4
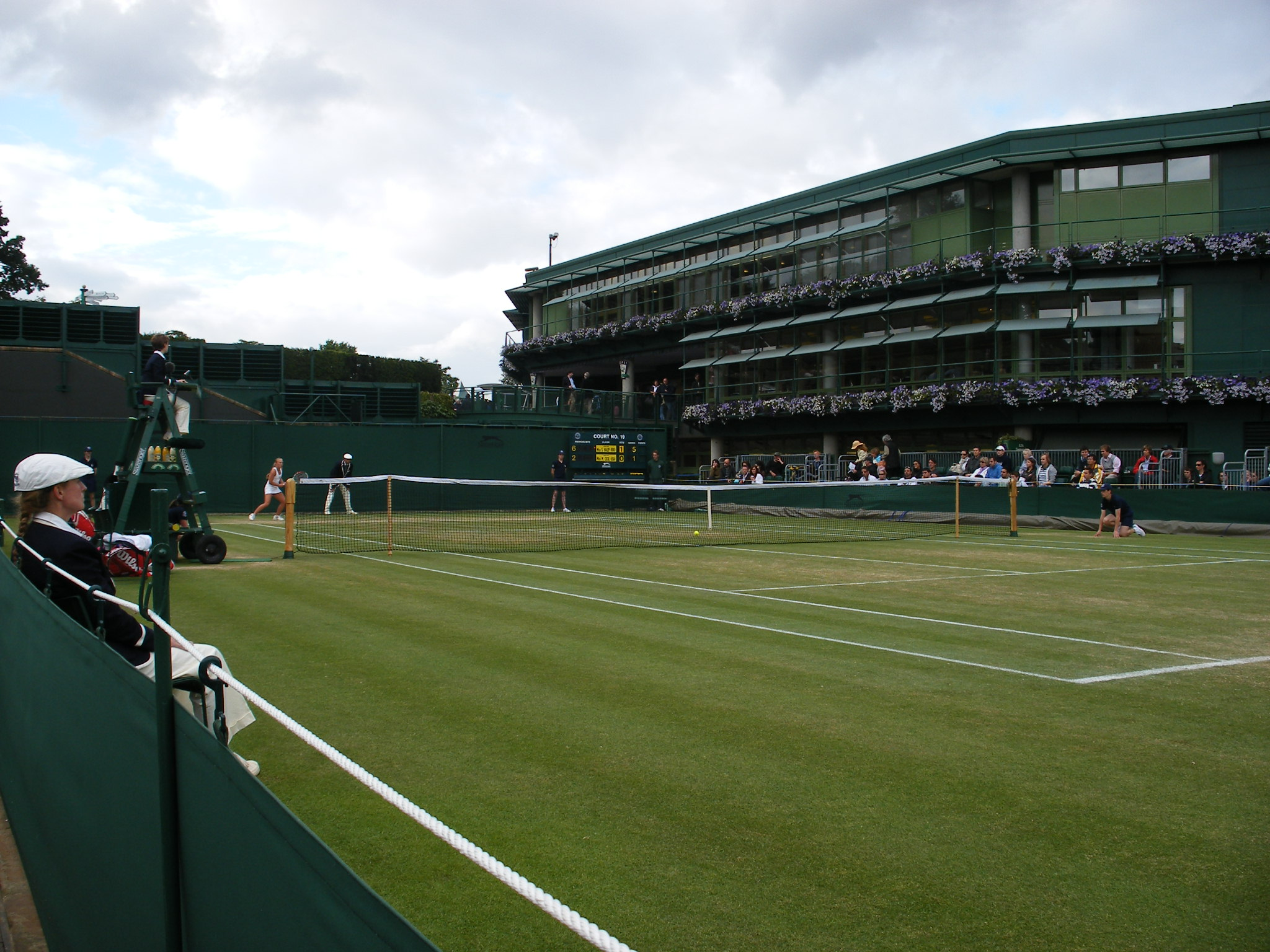
Quadra 19
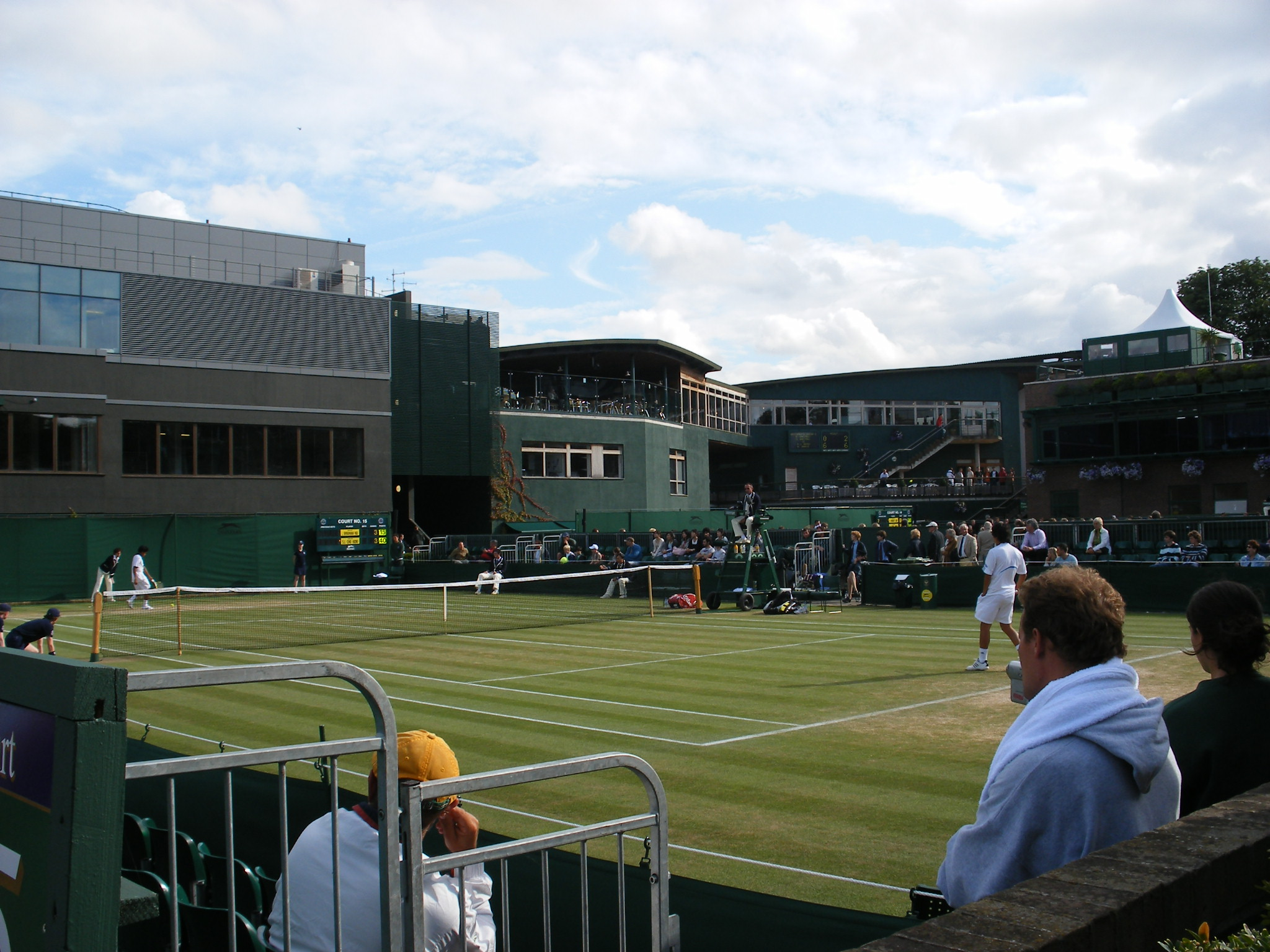
Quadra 15
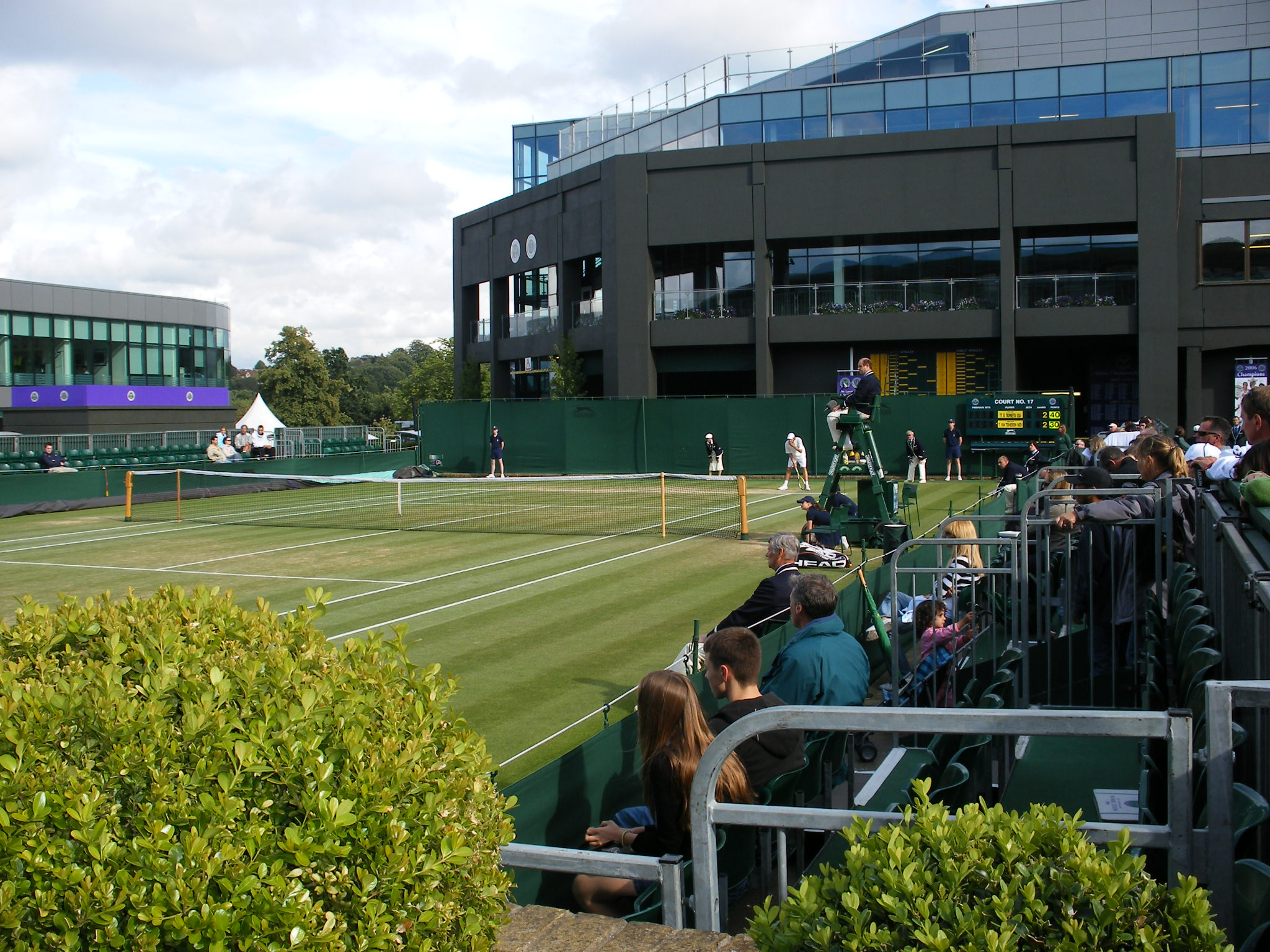
Quadra 17
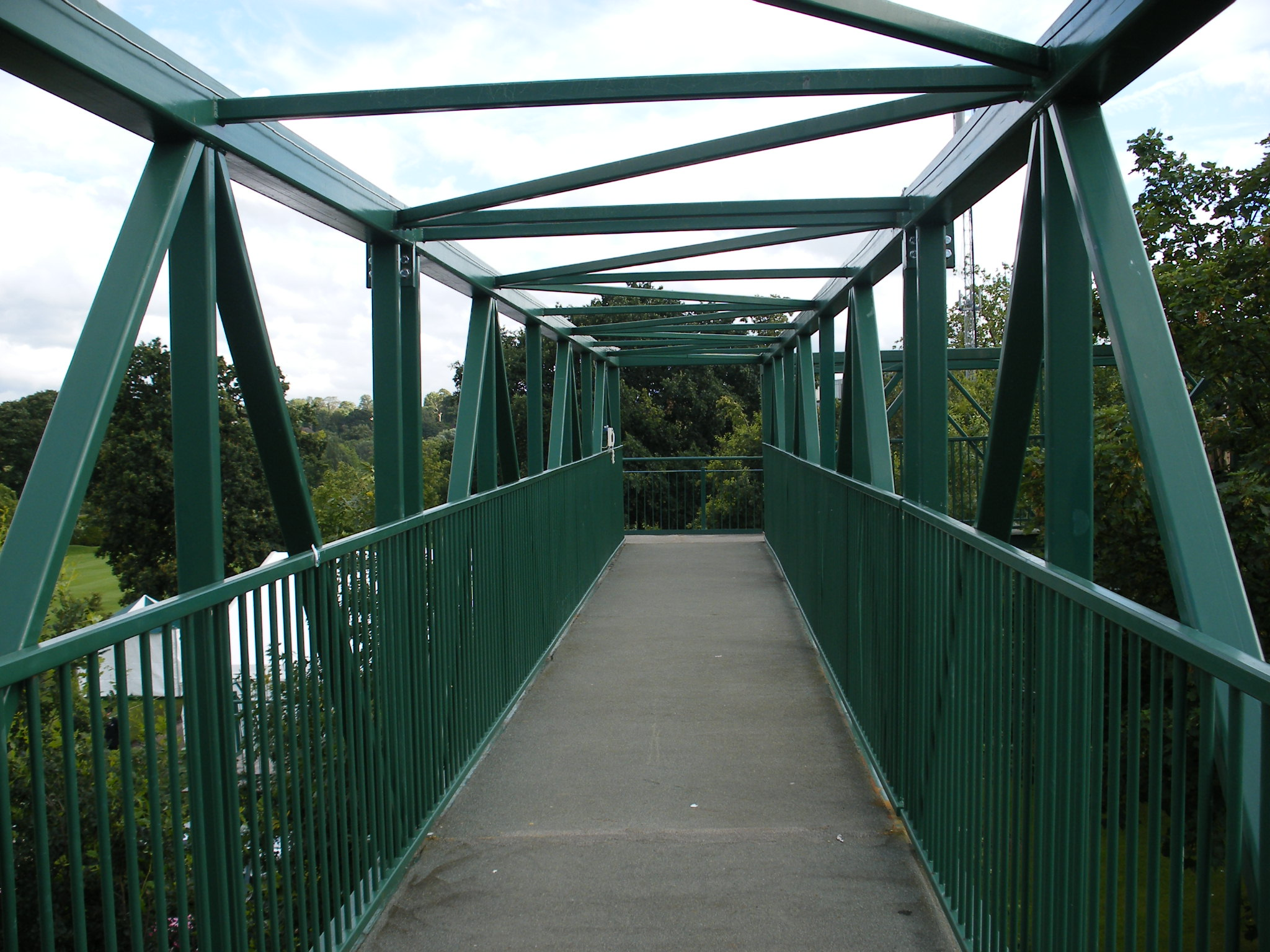
Ponte de acesso
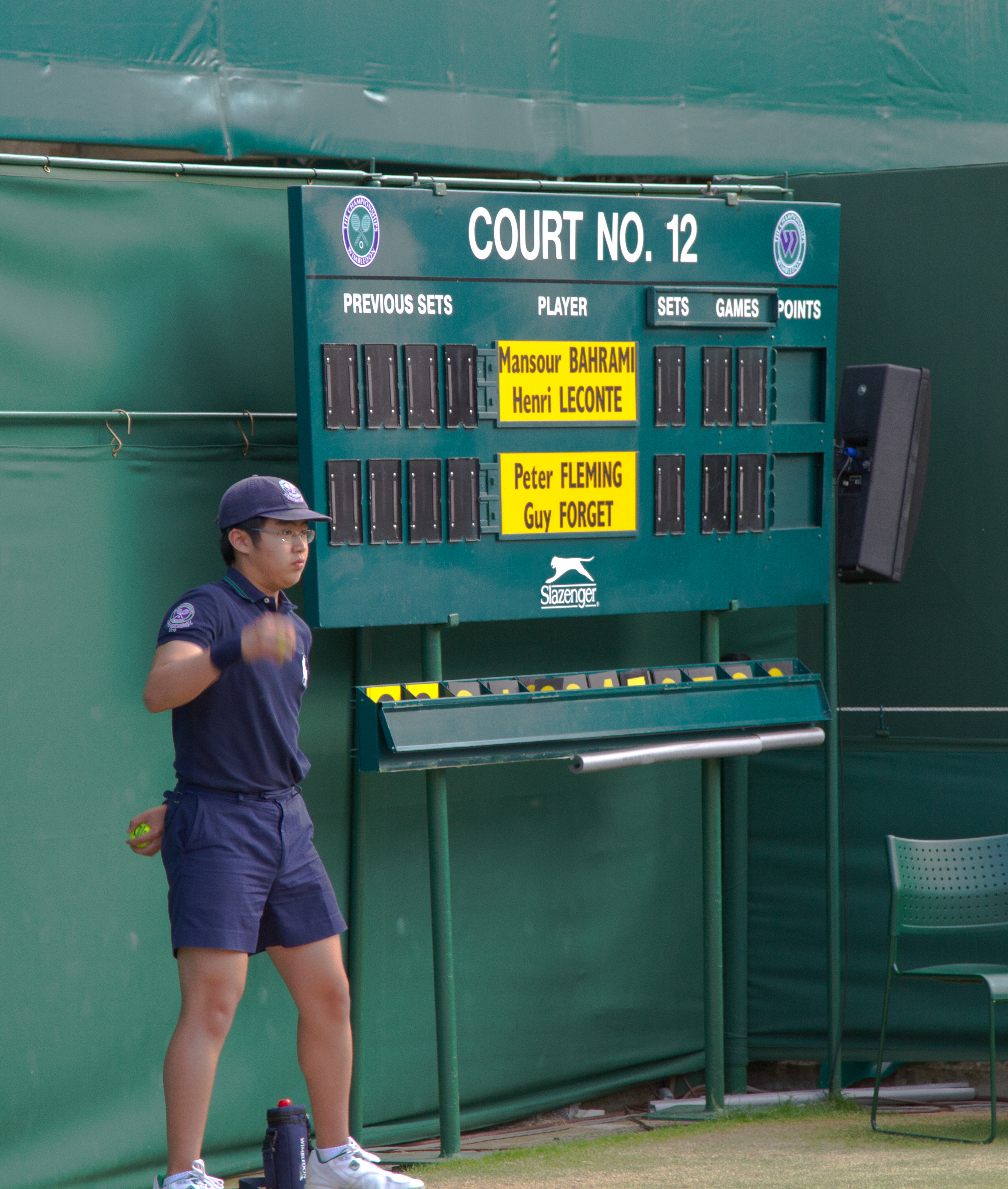
Placar manual